# Dedinac
Dedinac (en serbe cyrillique : Дединац) est un village de Serbie situé dans la municipalité de Kuršumlija, district de Toplica. Au recensement de 2011, il comptait 91 habitants.

## Démographie
| 1948 | 1953 | 1961 | 1971 | 1981 | 1991 | 2002 | 2011 |
| ---- | ---- | ---- | ---- | ---- | ---- | ---- | ---- |
| 685  | 677  | 552  | 394  | 304  | 161  | 124  | 91   |

|  |